# High Noon (Hopper)
High Noon (en français, Plein Midi) est une peinture à l'huile sur toile réalisée dans son atelier à Truro en octobre 1949 par  l'artiste réaliste américain Edward Hopper. L'œuvre est conservée au Dayton Art Institute, à la suite d'un don d'Anthony Haswell.

## Description
L'œuvre représente une femme debout en déshabillé ou un kimono sur le pas de la porte d'une petite habitation, elle regarde vers la gauche vers le soleil qui projette  l'ombre  franche du pignon sur le mur blanc vu de face. 
Les murs blancs contrastent fortement avec le ciel bleu ainsi qu'avec  la cheminée et les fondations rouges de la maison.
Le principe de la représentation de la solitude cher à Hopper se retrouve une fois encore au sein de cette œuvre.